# Кано
Кано (енгл. Kano) је са око 3.333.300 становника други по величини град у Нигерији, после Лагоса. Уједно је главни град савезне државе Кано. Налази се на северу земље. 
У граду је седиште традиционалног владара, емира од Каноа. 

## Становништво
| 2006.     | 2011.     |
| --------- | --------- |
| 2.828.861 | 3.333.300 |

### Познате личности
- Алхасан Јусуф, фудбалер
- Муртала Мохамед, био је војно лице и четврти председник Нигерије
- Сани Абача, био је војно лице, политичар и један од председника Нигерије